# Manistee Lake
Manistee Lake es un lugar designado por el censo ubicado en el condado de Kalkaska en el estado estadounidense de Míchigan. En el Censo de 2010 tenía una población de 456 habitantes y una densidad poblacional de 35,68 personas por km².

## Geografía
Manistee Lake se encuentra ubicado en las coordenadas 44°47′2″N 85°0′42″O / 44.78389, -85.01167. Según la Oficina del Censo de los Estados Unidos, Manistee Lake tiene una superficie total de 12.78 km², de la cual 9.21 km² corresponden a tierra firme y (27.92%) 3.57 km² es agua.

## Demografía
Según el censo de 2010, había 456 personas residiendo en Manistee Lake. La densidad de población era de 35,68 hab./km². De los 456 habitantes, Manistee Lake estaba compuesto por el 98.25% blancos, el 0.44% eran afroamericanos, el 0.22% eran amerindios, el 0% eran asiáticos, el 0% eran isleños del Pacífico, el 0.22% eran de otras razas y el 0.88% pertenecían a dos o más razas. Del total de la población el 1.1% eran hispanos o latinos de cualquier raza.